# سرخرگ تهیگاهی بیرونی
سرخرگ تهیگاهی خارجی  یا شریان ایلیاک خارجی (به انگلیسی: External iliac artery) شریان بزرگی است که در هر طرف از تقسیم شریان ایلیاک مشترک به دو شریان ایلیاک داخلی و خارجی تشکیل می‌شود. سرخرگ ایلیاک خارجی خون اندام تحتانی را تأمین می‌کند.

## شاخه ها
این شریان به سه شاخه اصلی شریان اپی گاستریک تحتانی ، شریان تهی‌گاهی عمقی سیرکومفلکس و مهم‌ترین شاخه آن شریان رانی یا شریان فمورال تقسیم می شود.
این شریان به دیواره شکم و اندام‌های تناسلی برونی خونرسانی نموده در اندام تحتانی (پا) پایان می یابد.